# Rolf Arnold
Rolf Arnold (* 15. November 1952) ist Professor für Pädagogik an der TU Kaiserslautern.

## Leben
Der studierte Pädagoge (Erwachsenen- und Berufspädagogik) war zunächst drei Jahre als wissenschaftlicher Assistent tätig, bevor er 1983 an der Universität Heidelberg promoviert wurde. Die folgenden vier Jahre arbeitete er in einer internationalen Erwachsenenbildungseinrichtung („Deutsche Stiftung für Internationale Entwicklung“, heute Teil der Gesellschaft für International Zusammenarbeit – GIZ) und war dort insbesondere zuständig für die Weiterbildung von Fach- und Führungskräften von Berufsbildungseinrichtungen in Entwicklungsländern, mit Schwerpunkt auf Mittel- und Südamerika. Er habilitierte sich 1987 im Fachbereich Erziehungs- und Sozialwissenschaften der Fernuniversität in Hagen, der Ruf an die Universität Kaiserslautern kam 1990. Einen Ruf an die Universität Tübingen (Lehrstuhl Erwachsenenbildung) lehnte Arnold 2002 ab.
Rolf Arnold leitete von 1992 bis 2006 das Zentrum für Fernstudien und Universitäre Weiterbildung (ZFUW). Seit 2007 ist er Wissenschaftlicher Direktor des Distance and Independent Studies Center (DISC), in welchem das ZFUW 2007 aufging. Bis 2009 war er Vorsitzender des Wissenschaftlichen Beirats des Instituts für Fortbildung und Beratung (IFB) in Speyer und bis 2011 Verwaltungsratsvorsitzender des Deutschen Instituts für Erwachsenenbildung (DIE) in Bonn. Seit 2003 ist er Sprecher des Virtuellen Campus Rheinland-Pfalz des Landes. Ferner ist er Mitglied des Wissenschaftlichen Beirats des Carl-Auer-Verlages sowie der Zeitschrift Tendencias Pedagogikas. 2016 wurde er in den Wissenschaftlichen Beirat des „Instituto de Creatividad e Innovaciones Educativas (ICIE)“ an der Universität Valencia berufen. 2017 erhielt er die Ehrendoktorwürde der West-Universität Temeswar.
Rolf Arnold gilt als der Begründer der Ermöglichungsdidaktik und des Emotionalen Konstruktivismus sowie der Systemischen Pädagogik. Er ist an der TU Kaiserslautern u. a. an der Leitung der Masterprogramme „Erwachsenenbildung“, „Personalentwicklung“, „Schulentwicklung“ und „Systemische Beratung“ beteiligt.

## Thematische Schwerpunkte
Rolf Arnolds Buch- und Zeitschriftenveröffentlichungen umfassen die Bereiche Erwachsenenbildung, Berufsbildung, Konstruktivismus sowie internationale Personalentwicklung und Führungskräfteentwicklung. Er hat zahlreiche Untersuchungen in Lateinamerika durchgeführt und war u. a. an der Konzipierung des Berufsbildungszentrums UNEVOC der Vereinten Nationen (UN) beteiligt.
Seine Forschungsschwerpunkte liegen in den Gebieten der Erwachsenenbildung, schulischen Berufsbildung, betrieblichen Aus- und Weiterbildung, Lehr-Lernsystementwicklung (z. B. Fernstudien, eLearning), der Interkulturellen Berufspädagogik sowie dem Emotionalen Lernen. In den letzten Jahren liegt sein Fokus auf der nachhaltigen Transformation von kognitiv-emotionalen Kompetenzen durch Methoden einer Systemischen Erwachsenenbildung. Thema ist auch die Pädagogische Professionalisierung betrieblichen Lernens sowie die Weiterbildung von Lehrpersonen zu Lernbegleitern und Lernbegleiterinnen.
Die thematische Orientierung seiner Arbeiten sind in dem Forschungsleitbild „Der Kaiserslauterer Ansatz zum Lernen Erwachsener“ skizziert.

## Schriften (Auswahl)
- mit I. Schüßler: Wandel der Lernkulturen. Ideen und Bausteine für ein lebendiges Lernen. Wissenschaftliche Buchgesellschaft, Darmstadt 1998, ISBN 3-534-14168-7.
- mit A. Krämer-Stürzl und H. Siebert: Dozentenleitfaden. Planung und Unterrichtsvorbereitung in Fortbildung und Erwachsenenbildung. Cornelsen, Berlin 1999, ISBN 3-464-49124-2.
- mit K. Faber: Qualität entwickeln – aber wie? Kallmeyer, Seelze-Velber 2001, ISBN 3-7800-1000-3.
- mit I. Schüßler: Ermöglichungsdidaktik. Erwachsenenpädagogische Grundlagen und Erfahrungen. Schneider, Baltmannsweiler 2003, ISBN 3-89676-717-8.
- mit H. Siebert: Konstruktivistische Erwachsenenbildung. Von der Deutung zur Konstruktion von Wirklichkeit. 4. Auflage. Schneider, Baltmannsweiler 2003, ISBN 3-89676-649-X.
- Hrsg., mit C. Griese: Schulleitung und Schulentwicklung. Voraussetzungen, Bedingungen, Erfahrungen. Schneider, Baltmannsweiler 2004, ISBN 3-89676-874-3.
- Die emotionale Konstruktion der Wirklichkeit. Beiträge zu einer emotionspädagogischen Erwachsenenbildung. Schneider, Baltmannsweiler 2005, ISBN 3-89676-921-9.
- mit P. Gonon: Einführung in die Berufspädagogik. Budrich, Opladen 2006, ISBN 3-8252-8280-5 (= UTB, Band 8280).
- Aberglaube Disziplin. Antworten der Pädagogik auf das „Lob der Disziplin“. Carl Auer, Heidelberg 2007, ISBN 978-3-89670-614-0.
- Führen mit Gefühl. Ein Selbstcoaching. Mit einem Methoden-ABC. Gabler, Wiesbaden 2008, ISBN 978-3-8349-0791-2.
- mit B. Arnold-Haecky: Der Eid des Sisyphos. Eine Einführung in die Systemische Pädagogik. Schneider, Baltmannsweiler 2009, ISBN 978-3-8340-0538-0.
- Seit wann haben Sie das? Grundlagen eines Emotionalen Konstruktivismus. Carl Auer, Heidelberg 2009, ISBN 978-3-89670-711-6.
- Ermöglichen. Texte zur Kompetenzreifung. Baltmannsweiler, Schneider, Baltmannsweiler 2012, ISBN 978-3-8340-1119-0.
- Wie man lehrt, ohne zu belehren. 29 Regeln für eine Kluge Lehre. Das LENA-Modell. Carl Auer, Heidelberg 2012, ISBN 978-3-89670-838-0.
- Leadership by Personality. Von der Emotionalen zur Spirituellen Führung. Springer Gabler, Wiesbaden 2014, ISBN 978-3-658-05834-0.
- Wie man wird, wer man sein kann. 29 Regeln zur Persönlichkeitsbildung. Carl Auer, Heidelberg 2016, ISBN 978-3-8497-0102-4.
- Erziehung durch Beziehung. Plädoyer für einen Unterschied. Hep, Bern 2016, ISBN 978-3-0355-0309-8.
- Es ist später, als du denkst. Perspektiven für die Restbiografie. Hep, Bern 2017, ISBN 978-3-0355-0742-3.